# St. Michael (Unterauerbach)

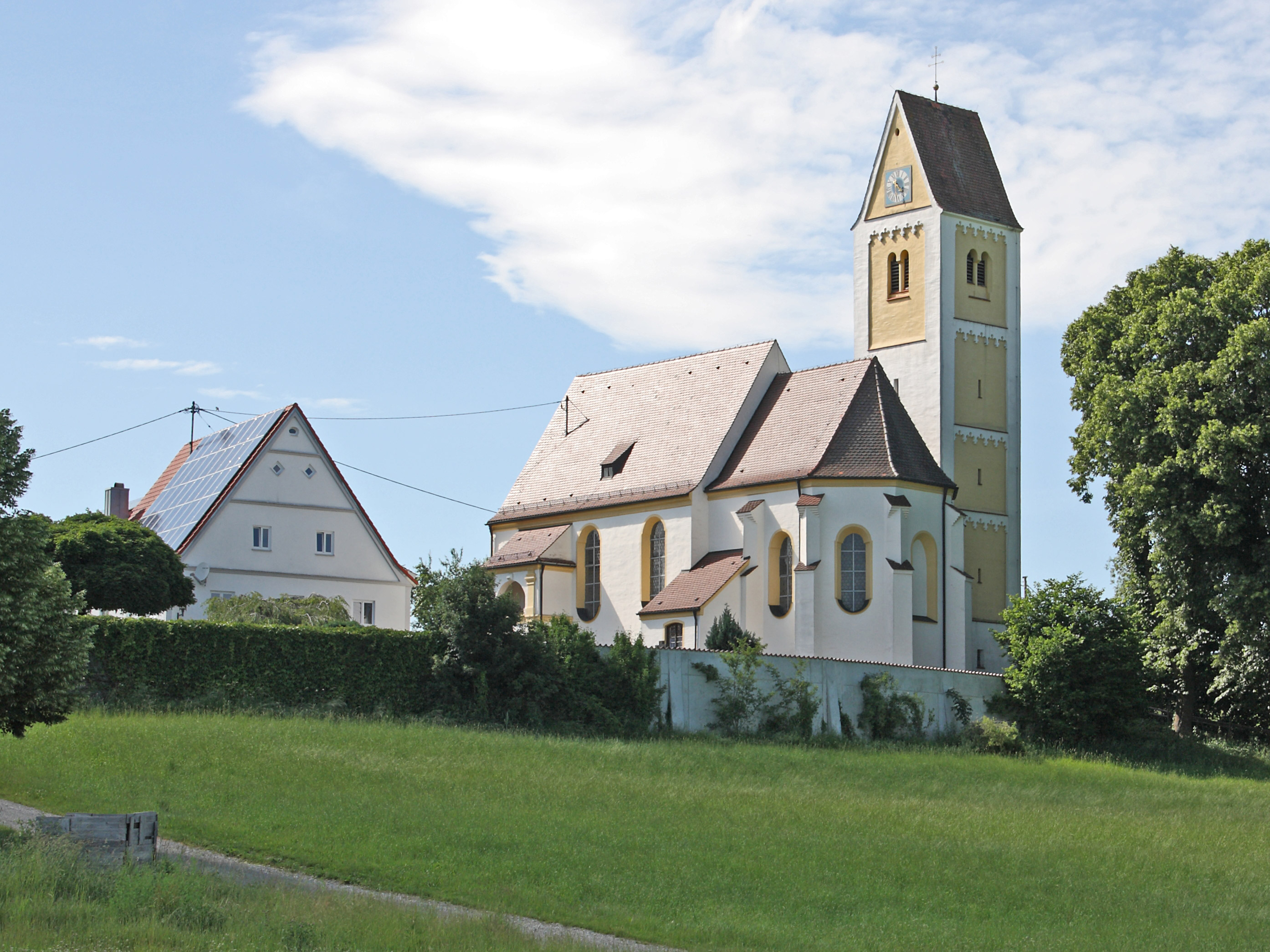
St. Michael in Unterauerbach

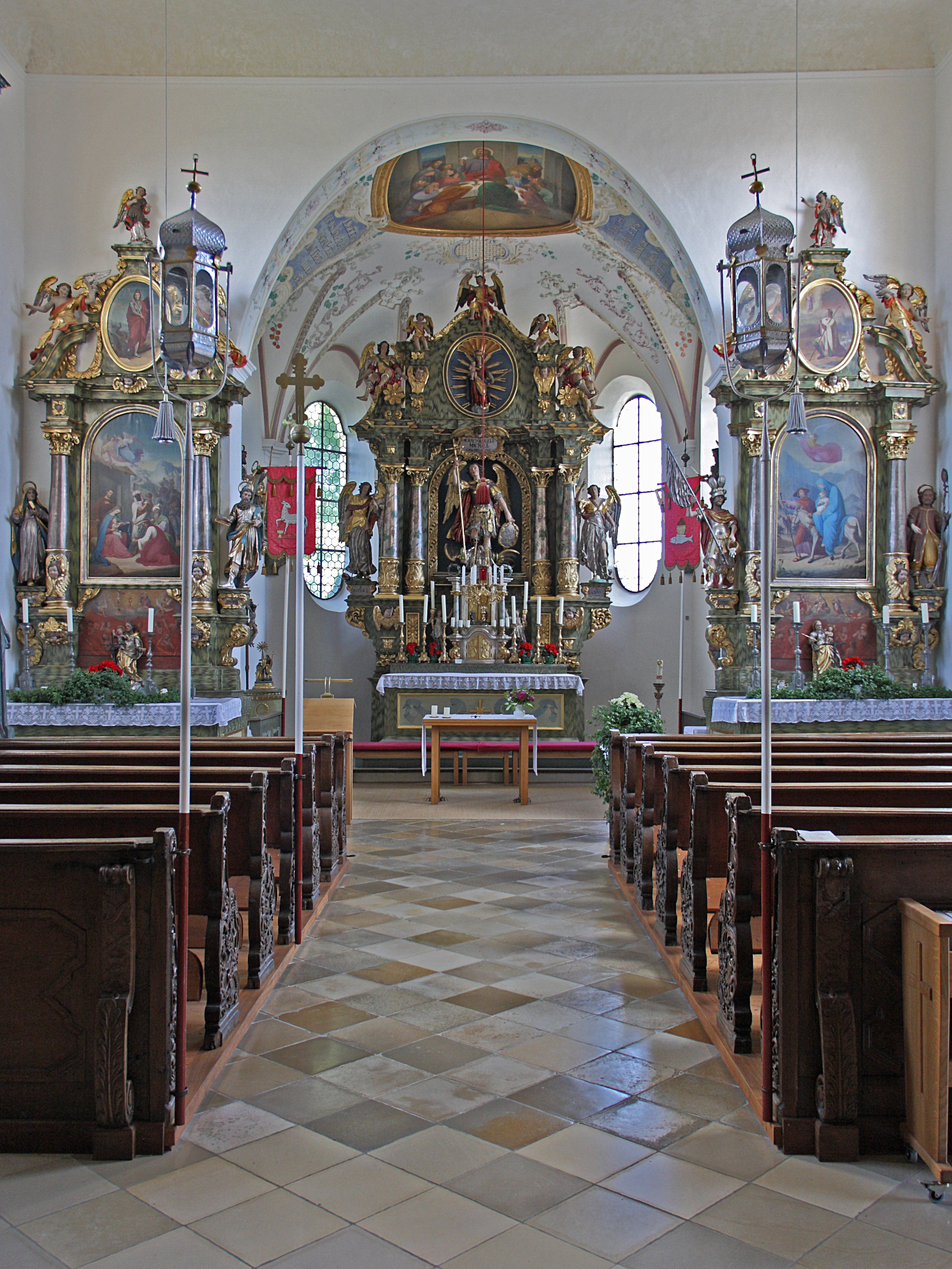
Innenraum

Die römisch-katholische Filialkirche St. Michael steht in Unterauerbach, einem Stadtteil von Mindelheim im schwäbischen Landkreis Unterallgäu in Bayern. Das Bauwerk ist in der Liste der Baudenkmäler in Mindelheim als Baudenkmal unter der Nr. D-7-78-173-177 eingetragen. Die Kirche gehört zum Dekanat Mindelheim des Bistums Augsburg.

## Beschreibung
Die spätgotische Saalkirche wurde in der zweiten Hälfte des 15. Jahrhunderts erbaut und um 1720 umgebaut. Sie besteht aus einem Langhaus, einem eingezogenen, dreiseitig geschlossenen, von Strebepfeilern gestützten Chor im Osten und einem Chorflankenturm an der Nordwand des Chors, der quer mit einem Satteldach bedeckt ist. Sein oberstes Geschoss beherbergt hinter den als Biforien gestalteten Klangarkaden den Glockenstuhl mit drei Kirchenglocken. In den Giebeln sind die Zifferblätter der Turmuhr angebracht. 
Der Innenraum des Langhauses ist mit einer Flachdecke überspannt, der des Chors mit einem Stichkappengewölbe. Das Fresko im Chor mit der Darstellung des Abendmahls hat 1865 Joseph Kober gestaltet. Ein 1938 entstandenes Gemälde stammt von Otto Pöppel. Vor dem Hochaltar steht eine Statue des Erzengels Michael. Das Altarretabel, dessen Rahmen mit Akanthus verziert ist, wird von jeweils zwei Säulen flankiert. 